# Eduard Bloch
Eduard Bloch (ur. 30 stycznia 1872 w Hluboká, zm. 1 czerwca 1945 w Nowym Jorku) – austriacki lekarz.

## Życiorys
Wywodził się z rodziny zasymilowanej żydowskiej burżuazji pochodzącej z Czech. W 1899 roku ukończył medycynę na Uniwersytecie Karola w Pradze, po czym osiadł w Linzu. Podczas I wojny światowej odbył służbę wojskową pracując w tamtejszym szpitalu. W tym czasie działał również w linckiej społeczności żydowskiej. Z czasem stał się znanym lekarzem w mieście, a dzięki zaangażowaniu społecznemu i niewielkim honorariom jakie pobierał zyskał przydomek „lekarza ubogich”. W 1907 roku zdiagnozował i leczył Klarę Hitler, matkę przyszłego Führera, u której wykryto nowotwór piersi. 
Po anschlussie Austrii przez III Rzeszę w 1938 roku, Bloch uniknął antysemickich represji, chociaż był zmuszony do zamknięcia prywatnego gabinetu. W 1940 roku naziści umożliwili mu emigrację do Stanów Zjednoczonych, Po przybyciu do USA, znając powiązania Blocha z rodziną Hitlerów, amerykańskie służby poddały go intensywnym przesłuchaniom, prowadzonym przede wszystkim przez psychologów w celu stworzenia jak najbardziej precyzyjnego profilu Adolfa Hitlera. Eduard Bloch zmarł trzy tygodnie po kapitulacji Niemiec. Chorował na nowotwór żołądka. Został pochowany na nowojorskim cmentarzu żydowskim.